# Uemura Naomi monogatari
Pour plus de détails, voir Fiche technique et Distribution.
Uemura Naomi monogatari (植村直己物語, litt. L'Histoire de Naomi Uemura) est un film japonais réalisé par Jun'ya Satō, sorti en 1986.

## Synopsis
L'histoire de l'alpiniste Naomi Uemura.

## Fiche technique
- Titre : Uemura Naomi monogatari
- Titre original : 植村直己物語
- Titre anglais : Lost in the Wilderness
- Réalisation : Jun'ya Satō
- Scénario : Yoshiki Iwama, Jun'ya Satō d'après les mémoires Naomi Uemura
- Musique : Philip Aaberg, Will Ackerman, Michael Hedges et Kunihiko Murai
- Photographie : Hiroyuki Namiki et Etsuo Akutsu
- Montage : Akira Suzuki (ja)
- Son : Yasuo Hashimoto (ja)
- Éclairages : Haruo Kawashima
- Production : Haruyuki Takahashi, Hiroshi Takayama et Junichi Tanaka
- Société de production : Dentsu Music and Entertainment et Mainichi Broadcasting System
- Pays de production :  Japon
- Langue originale : japonais
- Format : couleur - 1,85:1 - 35 mm
- Genre : biopic, aventure et drame
- Durée : 140 minutes
- Dates de sortie : 
  - Japon : 7 juin 1986[1]

## Distribution
- Toshiyuki Nishida : Naomi Uemura
- Chieko Baishō : Kimiko Uemura, sa femme
- Masato Furuoya : Masao Ogawa
- Gō Wakabayashi : Hiroto Nagatsuka
- Muga Takewaki : Ishiyama
- Hisano Yamaoka : Hideyo Nozaki
- Nobuko Otowa : Yasuko Muto
- Hideji Ōtaki : Matsutaro Uemura
- Yatsuko Tan'ami : Hatsu Uemura
- Hisashi Igawa : Osamu Uemura
- Toshie Kobayashi : la femme d'Osamu
- Eitarō Ozawa : Eijiro Nishikawa
- Ryō Ikebe : Sanada
- Yoshihiro Katō : Murata
- Yasuaki Kurata : Hirayama
- Kei Yamamoto : Wakita
- Yū Fujiki : Mitsuo Ogawa
- Tonpei Hidari : Seiji Nozaki
- Masayuki Shionoya : Oizumi
- Kin Sugai : Yoshi Ogawa
- Tomoe Hiiro : Yoshie Ogawa

## Distinctions
Sauf indication contraire, les informations mentionnées dans cette section peuvent être confirmées par la base de données cinématographiques IMDb,  présente dans la section « Liens externes ».

### Récompenses
- Japan Academy Prize 1987 : prix meilleur son pour Yasuo Hashimoto (ja) et Fumio Hashimoto (ja)[2]
- Prix du film Mainichi 1987 : meilleur son pour Yasuo Hashimoto (ja) et prix des lecteurs pour le film[3]

### Nominations
- Japan Academy Prize 1987 : prix du meilleur film, du meilleur réalisateur pour Jun'ya Satō, du meilleur acteur pour Toshiyuki Nishida, de la meilleure actrice pour Chieko Baishō, de la meilleure photographie pour Hiroyuki Namiki et Etsuo Akutsu, des meilleurs éclairages pour Haruo Kawashima[2]